# Florence Lawrence
 For alternative betydninger, se Florence (flertydig). (Se også artikler, som begynder med Florence)
Florence Lawrence (2. januar 1886 – 28. december 1938) var en canadisk opfinder, men dog mest kendt for at være skuespiller i stumfilm. Hun er ofte omtalt som "den første filmstjerne". Da hun var på toppen, blev hun kaldt for "Biografpigen" og "Pigen med de tusinde ansigter". Lawrence medvirkede i mere end 270 film for mange forskellige filmselskaber.

## Barndom
Hun er født Florence Annie Bridgwood i Hamilton, Ontario i Canada. Hun var datter af Charlotte A. Bridgwood, en vaudevilleskuespiller med kunstnernavnet Lotta Lawrence, som var den kvindelige stjerne og direktør for Lawrence Dramatic Company. Hendes far hed George Bridgwood (født i Staffordshire, England, død 1898i Hamilton). Florences efternavn blev ændret til moderens kunstnernavn, da hun var fire. Efter faderens død flyttede Florence med sin mor og sine to ældre brødre fra Hamilton til Buffalo i New York. Her gik Florence i de lokale skoler og lærte blandt andet sportsgrene som ridning og skøjteløb.
Efter sin eksamen fra skolen sluttede Florence sig til sit mors teaterselskab. Men selskabet blev opløst efter en række uenigheder mellem dets medlemmer, og Lawrence og hendes mor flyttede i 1906 til New York City.